# Slogovni fontovi
U tipografiji, slog (engl. typeface) je koordinisani skup stilski dizajniranih glifova. On obično obuhvata slova alfabeta, brojeve i znakove interpunkcije, a može i da obuhvata ideograme i simbole, ili da se potpuno sastoji od njih, kao na primer od matematičkih simbola. Termin typeface se često zamenjuje terminom font. Ova dva termina jesu sinonimi u digitalnoj tipografiji. Razlika u terminima font i typeface je u tome da je typeface stil koji nije ničim ograničen.
Umetnost i veština dizajniranja typeface-a se zove dizajn tipa. Dizajneri typeface-a se nazivaju dizajnera tipa, često tipografima. U digitalnoj tipografiji, tipografi su takođe poznati kao font dizajneri.

## Literatura
- Butterick, Matthew (2014), Butterick's Practical Typography
- Pohlen, Joep (2011), Letter Fountain, Taschen
- Garfield, Simon (2010), Just My Type: A Book About Fonts, Profile
- Bringhurst, Robert (2012⁴), The Elements of Typographic Style, Hartley & Marks Проверите вредност парамет(а)ра за датум: |date= (помоћ)
- Jaspert, W. P.; Berry, W. Turner; Johnson, A. F. (1953, 1958, 1962, 1970, 1983, 1986, 1990, 1991, 1993, 2001, 2008. The Encyclopedia of Typefaces. London: Blandford Press.